# Marietta Stow

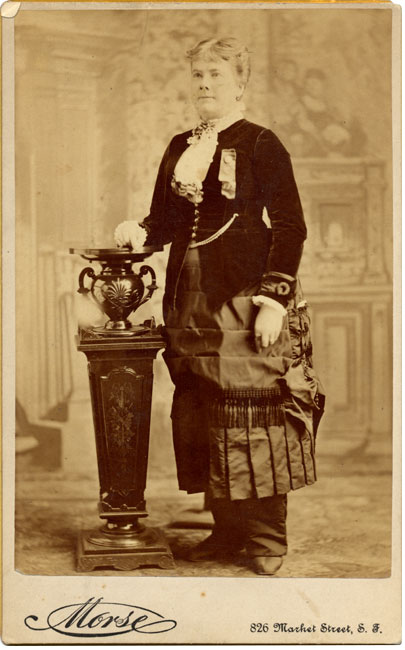
Marietta L. Stow

Marietta L. Stow (* 1830 oder 1837 in Webster, New York; † Dezember 1902) war eine US-amerikanische Politikerin und Frauenrechtlerin. Sie war unter anderem bei den Präsidentschaftswahlen von 1884 die erste Kandidatin für das Amt des US-Vizepräsidenten.

## Leben
Nach dem Tod ihres Gatten Joseph W. Stow im Jahre 1872 wurde ihr der Anspruch auf ein Vermögen von $ 200.000 durch ein kalifornisches Gericht abgesprochen. Sie begann daraufhin eine Kampagne, in der sie sich dagegen wandte, dass der Status von Frauen von ihrer Stellung als Ehefrau abhängig sei. Unter anderem verfasste sie in diesem Zusammenhang das Buch Probate Confiscation. 1880 trat sie für die Greenback Party bei der Wahl des Direktors für die Schulen von San Francisco an. 1882 kandidierte sie erfolglos bei den Wahlen zum Gouverneur von Kalifornien für die Women's Independent Political Party. Landesweite Bekanntheit erlangte sie allerdings erst, als sie 1884 an der Seite von Präsidentschaftskandidatin Belva Ann Lockwood für die Equal Rights Party für die Vizepräsidentschaft kandidierte.

## Werke
- Unjust laws which govern women: Probate confiscation. 1876
- Probate chaff, or, beautiful probate, or, three years probating in San Francisco. A modern drama, showing the merry side of a dark picture. 1879